# Snow Falling on Cedars
Snow Falling on Cedars (no Brasil: Neve Sobre os Cedros em Portugal: A Neve Caindo Sobre Cedros) é um filme de drama norte americano de 1999 dirigido por Scott Hicks, e estrelado por Ethan Hawke, James Cromwell, Max von Sydow, Youki Kudoh, Rick Yune, Richard Jenkins, James Rebhorn, e Sam Shepard. Baseia-se em no romance de mesmo nome do premiado pelo Prémio PEN/Faulkner de Ficção David Guterson, com roteiro de Hicks e Ron Bass.
O filme recebeu críticas mistas. Foi indicado ao Oscar de melhor fotografia e cinco Prêmios Satellite, incluindo Melhor Filme de Drama

## Sinopse
Em 1950, numa comunidade do Norte do Pacífico, um pescador é encontrado morto. Tudo indica que tenha sido um assassinato a sangue frio. Mas, como as investigações descobrem, a simples morte do homem revela um passado assombrador e uma extraordinária estória sobre a persistência do ódio e o poder do amor.

## Elenco
- Ethan Hawke como Ishmael Chambers
  - Reeve Carney como o jovem Ishmael
- James Cromwell como Juiz Fielding
- Max von Sydow como Nels Gudmundsson
- Youki Kudoh como Hatsue Miyamoto
  - Anne Suzuki como a jovem Hatsue
- Richard Jenkins como o xerife Art Moran
- James Rebhorn como Alvin Hooks
- Sam Shepard como Arthur Chambers
- Rick Yune como Kazuo Miyamoto
  - Seiji Inouye como o jovem Kazuo
- Celia Weston como Etta Heine
- Cary-Hiroyuki Tagawa como Zenhichi Miyamoto
- Eric Thal como Carl Heine Jr.
- Arija Bareikis como Susan Marie Heine
- Zeljko Ivanek como Dr. Whitman
- Daniel von Bargen como Carl Heine Sr.
- Akira Takayama como Hisao Imada
- Ako como Fujiko Imada
- Zak Orth como delegado Abel Martinson
- Caroline Kava como Helen Chambers
- Jan Rubeš como Ole Jurgensen
- Sheila Moore como Liesel Jurgensen
- Saemi Nakamura como Sumiko Imada
- Mika Fujii como Yukiko Imada
- Henry O como Nagaishi

## Produção
As filmagens aconteceram principalmente em locações da Colúmbia Britânica, Canadá e estado de Washington. Várias cenas foram filmadas em Greenwood, onde muitos dos figurantes mais velhos eram nipo-canadenses internados durante a Segunda Guerra Mundial. Apesar de retratar uma cidade-ilha, Greenwood fica, na verdade, a 275 milhas da costa, confundindo os turistas que lêem as placas de "Porto" e "Oceano" colocadas ali pela produção. Cenas de Portland Head Light do Maine foram filmadas durante a tempestade de gelo de 1998.
O filme foi a estréia de Anne Suzuki, que interpreta a jovem Hatsue.

## Recepção critica
Snow Falling on Cedars recebeu uma classificação de aprovação de 39% no Rotten Tomatoes com base em 92 resenhas, com uma classificação média ponderada de 5,26/10. O consenso crítico do site diz: "Embora Snow Falling on Cedars seja bonito de se ver, os críticos dizem que a história se torna monótona e tediosa de se sentar." Snow Falling on Cedars também recebeu críticas "mistas ou médias", de acordo com Metacritic.